# Novorozenec

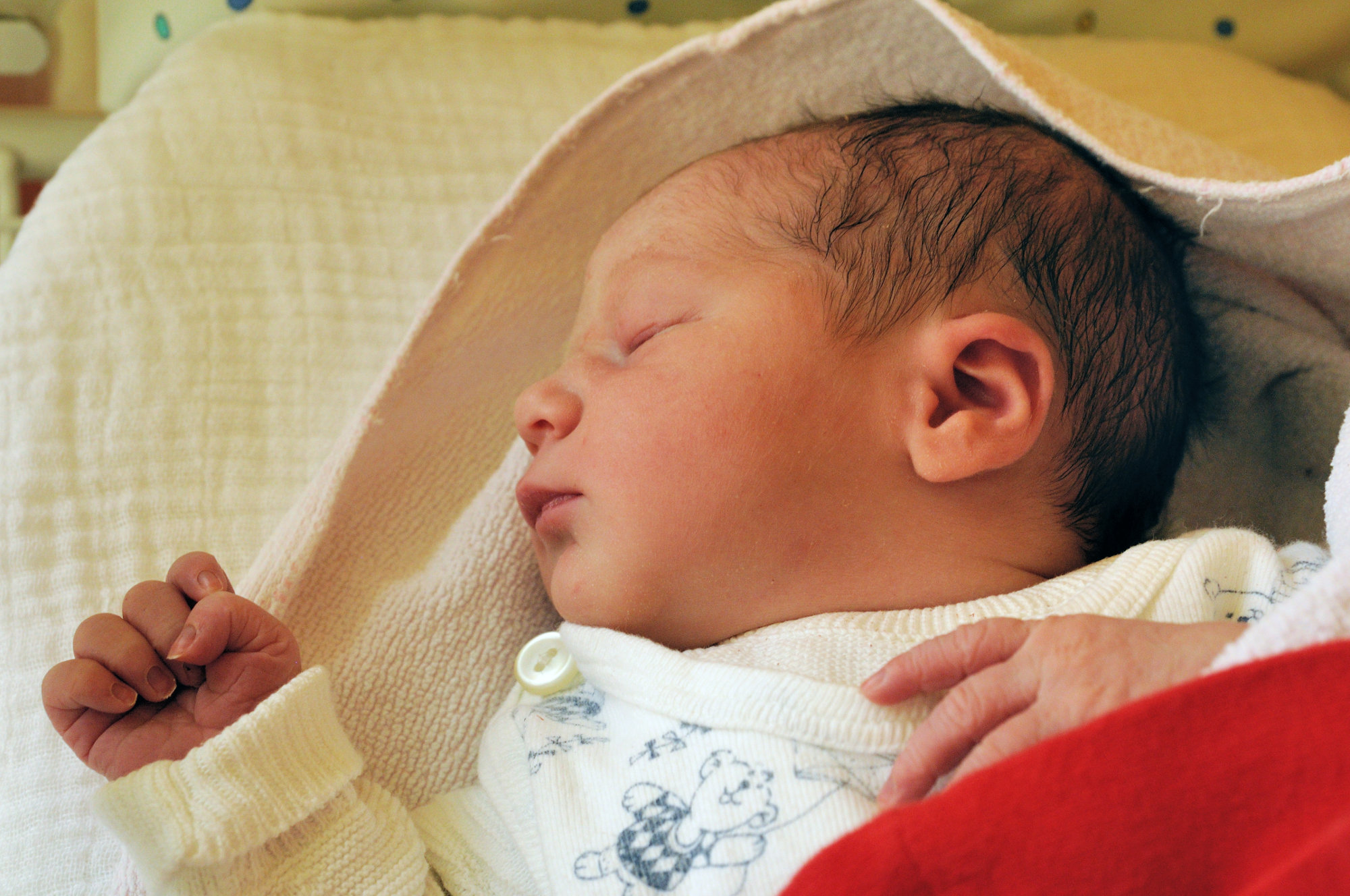
Novorozenec čtyři hodiny po porodu

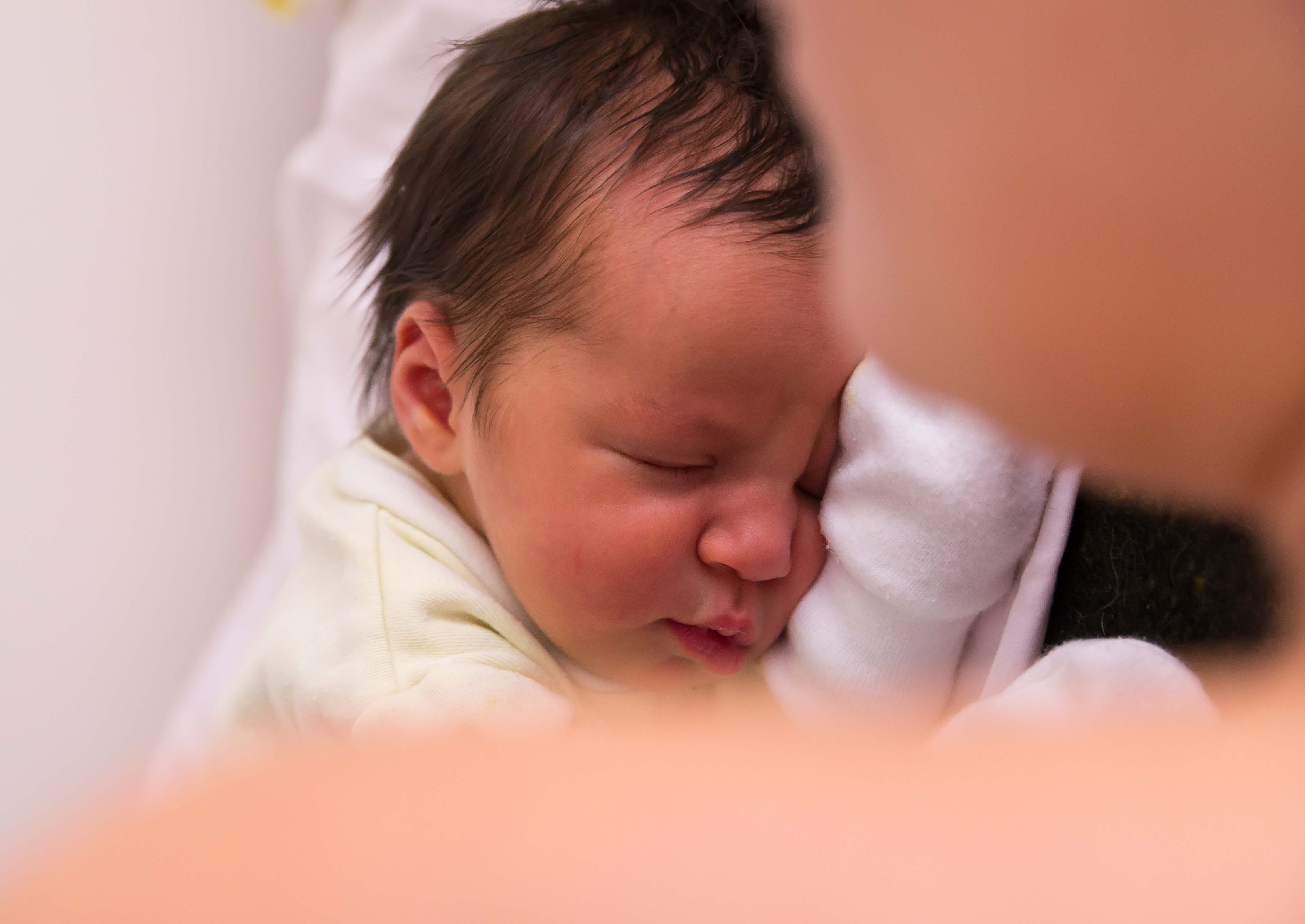
Novorozenec tři dny po porodu

Novorozenec (případně novorozeně) je dítě v době od narození do 28. dne života. Do 7. dne života se jedná o tzv. časné novorozenecké období. Bezprostředně po narození se zkoumá, zda je dítě po zdravotní stránce v pořádku. Pro orientační posouzení zdravotního stavu dítěte se používá apgar test, který je vyhodnocen ihned po porodu. Složitější orgány se v tomto období stále vyvíjejí (játra, ledviny, nadledviny, CNS). Nejpomaleji a nejdéle se vyvíjí systém vyšší nervové činnosti. Novorozenec se v této době musí adaptovat na nové prostředí. V prenatálním období dítě přebývalo v plodové vodě, v prostředí, které mělo stabilní teplotu a tlumilo zvuky a doteky přicházející zvenčí. Novorozenec je vybaven vrozenými způsoby chování, např. vnímání svého okolí, křik, pláč. Tyto aktivity mají za účel upoutat zájem a pozornost pečující osoby, navázat kontakt ve prospěch uspokojení vlastních potřeb. Takto malé dítě je odkázáno na péči druhých lidí. Rozvoj smyslů novorozence závisí na vývojově a individuálně přiměřeném přísunu podnětů. Věda, která se zabývá novorozenci, se nazývá neonatologie. Dítě starší 28 dnů je kojenec.

## Denní cyklus novorozence
Toto období je charakteristické velkou potřebou spánku (20–22 hodin denně), přerušovanou krátkými úseky bdění, které jsou vyplněné aktivitou spojenou s uspokojováním fyziologických potřeb. Rozdíly v aktivitě mezi jednotlivými dětmi jsou patrné již v prvních týdnech života. Děti se různí ve své reaktivitě na podněty z okolí, v míře vzrušivosti. Tyto rozdíly jsou dány vrozeným temperamentem dítěte. Při dodržování pravidelného režimu se v dítěti navozuje pocit stálosti a usnadňuje mu to orientaci v prostředí.

## Vrozené reflexy
Dítě je při narození vybaveno řadou důležitých reakcí, které mu mají usnadnit adaptaci a přežití - tzv. vrozené, nepodmíněné reflexy. Patří zde například hledací a sací reflex, nejsilnější jsou tyto reflexy půl hodiny po porodu. Pak jsou také reflexy, které nejsou pro prvotní adaptaci dítěte významné. Jedná se o pozůstatky dřívějších fylogenetických fází. Patří zde například úchopový reflex, plazivý reflex (tento reflex odezní během několika týdnů) nebo Moroův (úlekový) reflex.

## Smyslový vývoj
Rozvoj smyslů je ve vývoji dítěte klíčový, proto je důležitá jeho stimulace prostřednictvím podnětů. Základem orientace v prostředí je zrakové vnímání. V tomto ohledu má velký význam počáteční přísun podnětů, neboť schopnost vidět je získanou funkcí. Dítě ze začátku vidí nejlépe objekty ve vzdálenosti 20–30 cm. Dominantní ve zrakové preferenci je lidský obličej. Zrak miminka je omezený na převážně černobílé vidění. Sítnice novorozence je bohatá na světlocitlivé buňky, které jsou zodpovědné za detekci světla a kontrastu. Sítnice obsahuje fotoreceptory ve formě tyčinek a čípků, které se během prvních měsíců života adaptují na světelné podmínky prostředí. Novorozenec má značný rozsah slyšení, je citlivý zejména na vysoké tóny, které je schopné dobře rozlišovat. Proto komunikace matky s dítětem probíhá prostřednictvím vyššího hlasu, který je dítě schopno lépe zachycovat. Novorozenec preferuje matčin hlas před hlasy jiných lidí již krátce po porodu, což může být důležité pro iniciování vazby dítěte na matku. Dítě v tomto vývojovém období je také schopno rozlišovat dotek, teplotu a změny polohy. Taktilně-kinestetické podněty jsou spojovány s prožitkem příjemnosti, který je jedním z prvotních variant citového prožívání. Novorozenec chuťově a čichově vnímá. Z chutí i vůní preferuje sladkou.

## Učení a pozornost
Smyslové vnímání je důležité v souvislosti s prvním učením, které probíhá právě prostřednictvím spojení různých smyslových informací s určitým podnětem či situací. Novorozenec je schopný koncentrovat pozornost jen velmi krátce, v řádu sekund, a na omezené množství podnětů. Od třetího do sedmého měsíce začínají děti rozlišovat známé osoby od cizích a mají větší zájem o detaily předmětů a hraček.

## Fyziologie novorozence
Zralý novorozenec se rodí mezi 38.–42. týdnem gestace (těhotenství). Zdravý novorozenec má dobře vyvinutý tukový polštář, narůžovělou kůži krytou mázkem (vernix caseosa), na nose má žlutobělavé tečky (milia), na kořeni nosu, víčkách a záhlaví jsou znatelné teleangiektázie, na zádech zbytky lanuga (jemné plodové chmýří), jemné vlasy, nehty přesahují špičky prstů, dobře vyvinuté prsní areoly, rýhování plosek nohou je po celé ploše, ušní boltce mají vyvinutou chrupavku, genitál je zralý (sestouplá varlata u chlapců, labia majora kryjí labia minora u dívek).

## Poporodní adaptace
Jde o schopnost novorozence přizpůsobit se změnám souvisejícím s přechodem z nitroděložního života do vnějšího světa.
- novorozenec po narození začne účinně dýchat, je schopen zajistit si sám výměnu plynů v plicích
- vydatnou srdeční činností a fungujícím cévním řečištěm je schopen zajistit správný krevní oběh
- je schopen obnovit a nadále zajistit rovnovážný stav ve vnitřním prostředí
- následná observační péče - sledování průběhu poporodní adaptace novorozenců přivezených z porodního sálu a vedení příslušné dokumentace (sledovány by měly být vitální funkce, teplotní stabilita, barva kůže, změny v chování, odchod smolky a moči, edémy, kontrola pupečního pahýlu, depistáž abnormálních příznaků, které mohou svědčit pro vrozenou vývojovou vadu a jiná onemocnění[1]

## Vazebné chování novorozence
Vazebné chování člověka se poprvé objevuje již krátce po porodu a plní specifickou biologickou funkci. Pouto dítěte k matce je výsledkem součinnosti behaviorálních systémů. Součástí vazebného chování dítěte k matce jsou vzorce chování, které podporují citové chování matky k dítěti (např. sání, pláč, úsměv, později její následování apod.). Proces, při kterém mezi matkou a novorozencem vzniká ihned po porodu vztah mezi se nazývá bonding. Podle teorie bondingu vede bezprostřední poporodní kontakt s dítětem k vřelejšímu a kvalitnějšímu vztahu. Je žádoucí, aby bylo dítě přiloženo tak, aby se dotýkalo matčiny kůže vlastní kůži - tedy, bezprostředně. Bonding s sebou však nese určitá rizika, především v tom, že při přiložení dítěte na matku nelze dost dobře monitorovat životní funkce dítěte. Na tento fakt jsou rodiče v nemocnicích personálem upozornění.

## Zklidňování dítěte
V tomto věku se objevují periody pláče, které se různí svou délkou a intenzitou. Ke zklidňování dítěte se přistupuje různými způsoby (například zpíváním, chováním v náručí, houpáním v kočárku, krmením) a schopnost zklidnit dítě je důležitá při navazování vztahu s dítětem. Pokud se rodiči nedaří dítě zklidnit, vede to k frustraci, která může ohrozit vztah rodiče k dítěti. Přístup rodiče ke zklidňování dítěte je velmi důležitý z hlediska pozdějšího vývoje seberegulace dítěte.
Velmi efektivní způsob jak uklidnit novorozence je kojení a nošení v šátku, protože tyto naplňují hned několik potřeb najednou (kojení - blízkost, teplo, pocit bezpečí, hlad, žízeň, nošení - blízkost, teplo, pocit bezpečí, houpavý pohyb podobný pobytu v děloze).

## Nedonošený novorozenec
Jako nedonošené novorozence označujeme děti porozené do 37. týdnu těhotenství. Porodní hmotnost nedonošených dětí většinou nepřesahuje 2500 g. V Česku se ročně narodí kolem 7 % nedonošených dětí. Nedonošení novorozenci jsou zatíženi vyšší mortalitou a morbiditou, která může vést k poruchám dlouhodobého vývoje. U nedonošených dětí Výskyt a závažnost problémů spojených s předčasným porodem klesá se stoupajícím gestačním věkem a zvyšující se porodní hmotností. Pro novorozené děti je typický protažený tvar lebky, velmi tenká, sytě červená kůže s prosvítajícími kapilárami. U předčasně narozených dětí je důležitá včasná diagnostika psychomotorického vývoje a případná rehabilitace pod vedením fyzioterapeuta. Například pomocí Bobathových nebo Vojtovy metody. Nedonošení novorozenci mají zvýšenou potřebu nutričního příjmu, neboť potřebují zvýšit porodní váhu výrazněji než donošené děti. Děti, které nejsou schopné sát a polykat mateřské mléko, jsou krmeny mlékem prostřednictvím sondy zavedené do žaludku. Potřebného množství bílkovin a dostatečné nutriční hodnot výživy se dosahuje pomocí speciálně připravovaného (formulovaného) mléka.